# Drašković
 Ovo je glavno značenje pojma Drašković. Za druga značenja pogledajte Grofovi Draškovići.
Drašković - prezime je hrvatske plemenitaške obitelji.
Potječu od plemićkih rodova, točnije plemena Mogorovića ili Kršelaca. U 15. stoljeću spominju se u Lici; pod turskim probojima i prvoj polovici 16. stoljeća preseljavaju u Pokuplje. Naslov baruna stječu 1569., a grofova 1631. Prema posjedu Trakošćanu nosili su pridjev Trakošćanski. Iz obitelji potječe niz istaknutih hrvatskih crkvenih dostojanstvenika i obnašatelja visokih državnih i vojnih službi. Čast hrvatskog bana stekli su kardinal Juraj II. Drašković, zagrebački biskup i Jurjev nećak Ivan II. Drašković i Ivan III. Drašković Istaknuti sudionik rata protiv Turaka i Zrinsko-frankopanske urote (prešao na stranu Dvora) bio je Ivan IV. Drašković. Četvrti ban iz obitelji Drašković bio je Ivan V. Drašković, sudionik u ratu protiv Turaka, banski namjesnik i ban Josip Kazimir. Njegov sin Ivan VIII. Drašković istaknuo se u Sedmogodišnjem ratu i Ratu za bavarsko nasljeđe. Najpoznatiji je odvjetak obitelji u 19. stoljeću hrvatski preporoditelj Janko Drašković. U političkom životu Hrvatske ističu se i Ivan IX. Drašković, koji zajedno s bratom Josipom VI. utemeljuje umjerenu oporbenu Središnju stranku (Centrum). Sin Ivana IX. Karlo Dragutin Drašković, bio je fotoamater. Odvjetci obitelji žive u Austriji.
Nasljednik loze Nikolaus Drašković je 2020. godine ostvario povrat oko 1500 hektara zemljišta i raznih drugih nekretnina u Hrvatskoj oduzetih grofovskoj obitelji za vrijeme komunističke vladavine. Sa suprugom i djecom, uzeo je hrvatsko državljanstvo. S obitelji žive u gradiću Güssingu (hrv. Novi Grad) u Gradišću.

## Podrijetlo i začetci loze
Do 15. stoljeća nema puno vjerodostojnih podataka o Draškovićima. Najvjerojatnije je da potječu od starohrvatskog plemena Kršelaca, a zna se da su u 15. stoljeću imali posjede oko sela Zažično Donje (današnje Donje Pazarište) u Buškoj župi (Bužani), zapadna Lika, i da su pripadali ondašnjem nižem plemstvu.
U trima ispravama pisanima glagoljicom iz 1490. godine, koje se čuvaju u mađarskom državnom arhivu u Budimpešti, spominje se „35 plemenitih ljudi Draškovića“, među kojima je i Juraj Drašković (živio između 1450. i 1490. godine).
U jednom dokumentu iz 1520. godine spominje se ime Bartol Drašković Kninjanin, što upućuje na to da je potonji imao posjede oko Knina. Njega se zapravo smatra začetnikom velikaške loze te obitelji. U navedenom dokumentu iz 1520. godine on je spomenut kao kancelar (tajnik) Dore Frankopan. Drugi izvori spominju da je bio odgajatelj bana Ivana Karlovića.
Zbog turske opasnosti Bartol Drašković je napustio stare obiteljske posjede i preselio se u sjevernije krajeve, na područje Pokuplja. 

## Uspon i širenje moći
Premda je obitelj u vrijeme turske prijetnje osiromašila, Bartol je, uz pomoć rodbinskih veza, uspio svojim sinovima Jurju, Gašparu i Ivanu omogućiti solidno obrazovanje, što je, uz ostalo, doprinijelo jačanju njihove moći i utjecaja. Juraj je bio teolog, kardinal i hrvatski ban od 1567. do 1576. godine. Gašpar je od kralja Maksimilijana 1567. godine dobio barunsku titulu, a dvije godine kasnije i dvorac Trakošćan. Treći Bartolov sin Ivan (I.) poginuo je, prema povijesnim izvorima, prigodom junačke obrane Sigeta 1566. Godine, boreći se uz bok Nikole Zrinskog Sigetskog.
Sljedećih godina i desetljeća članovi obitelji šire svoj utjecaj i stječu nove posjede (na primjer Klenovnik 1572, Medvedgrad 1604, Božjakovinu 1685. itd.), čime se ta plemićka loza učvrstila na sjeverozapadu  Hrvatske. 
Tijekom 17. stoljeća Draškovići dosižu svoj zenit, osobito za vrijeme Ivana III. (živio 1603-1648.), kada su bili najjači i najbogatiji. Ivan III. Drašković jedini je Hrvat u povijesti koji je izabran za ugarskog palatina, najvišeg dvorskog dužnosnika i kraljevog zamjenika (1646-1648.); bio je na glasu kao sposoban vojskovođa, te nosio titulu Viteza „Zlatne ostruge“. Za njihove zasluge Draškovićima je godine 1631. kralj Ferdinand II. dodijelio naslov grofa.

## Vojskovođe protiv navale Osmanlija
U razdoblju najžešćih turskih navala na ostatke ostataka nekoć slavnog Kraljevstva Hrvatskog, kao i nakon toga, Draškovići su intenzivno sudjelovali u obrani, ali i oslobađanju i povratku hrvatskih krajeva matici zemlji, iznjedrivši niz vrsnih vojskovođa. 
Osim već navedenog Ivana III., istaknuo se, primjerice, njegov otac Ivan II., koji je zajedno s tadašnjim banom Tomom Bakačem Erdödyjem, obranio Sisak od osmanlijske invazije 1593. godine, da bi kasnije i sam postao hrvatskim banom (1596-1608).
Početkom pak 18. stoljeća (točnije 1716. godine) Ivan V. Drašković (također kasniji ban) oslobodio je od turske okupacije niz naselja, među kojima Jasenovac, Dubicu i Kostajnicu. Nije mu, na žalost uspjelo vratiti i neka druga važna hrvatska područja i utvrde na njima, kao što su na primjer Bihać i tadašnji Novi Grad, odnosno Bosanski Novi, kako bi cijelu hrvatsku istočnu granicu s ondašnjim Bosanskim ejaletom (pašalukom) postavio na rijeku Unu, nego je ona trajno ostala takva kakva je i danas, s Bihaćem i “Cazinskom krajinom“ zauvijek izgubljenima za Hrvatsku. 

## Predvodnici kulture i umjetnosti
Kao i svaka viđenija i obrazovana plemićka obitelj, Draškovići su posjedovali bogatu knjižnicu. Ali ne samo to, nego su neki njezini članovi i sami pisali knjige, a mnogi su bili mecene u hrvatskoj kulturi i umjetnosti. Biskup Juraj II. je, na primjer, financirao tiskanje „Kronike“ Antuna Vramca godine 1578., a grof Janko Drašković, poznati Ilirac, skoro sav je svoj imetak žrtvovao u političke, ali i kulturne svrhe. Smatran najobrazovanijim Hrvatom na kraju 18. i na početku 19. stoljeća, potonji je godine 1832. dao tiskati svoje najpoznatije djelo Disertaciju, svojevrsni politički, gospodarski i kulturni program hrvatskog narodnog preporoda. 
Značajna je povezanost obitelji Drašković s obitelji Zrinski, koja je  1645. godine učvršćena brakom Nikole Zrinskog Čakovečkog s Marijom Euzebijom, kćeri grofa Gašpara II. Draškovića. Jedna od posljedica te veze je bila ta da je dio knjiga iz knjižnice Draškovića završio u čuvenoj Nikolinoj Bibliotheci Zriniani, koja se danas nalazi sačuvana u Nacionalnoj i sveučilišnoj knjižnici u Zagrebu.   
Jedan dio knjiga koje su nekad posjedovali članovi obitelji Drašković, i to poglavito knjige starije od onih koje se nalaze u dvorcu Trakošćanu, čuva se u  Hrvatskom državnom arhivu u Zagrebu.

## Razgranatost plemenite loze Draškovića
Tijekom 17., 18. i 19. stoljeća grofovi Draškovići su se razgranali u nekoliko ogranaka i postali vlasnici brojnih veleposjeda, dvoraca, kurija i gradskih palača, ne samo u Hrvatskoj, nego i na području Slovenije, Mađarske, Austrije, Slovačke i Švicarske. Osim što su dali četiri hrvatska bana, oni su uspjeli biti i visoki crkveni dostojanstvenici (biskupi, kardinali), vojni časnici najvišeg ranga (generali, podmaršali), te najviši državni dužnosnici (ugarski palatin, kraljevski kancelari, kraljevski savjetnici, suci i drugo).
Neki pripadnici obitelji vratili su pak se nakon oslobođenja od turske okupacije i opasnosti u svoju postojbinu Liku, točnije u okolicu Kosinja, a bilo je ogranaka i u okolici Ogulina i Tounja.  
Među poznatije i važnije članove plemenite loze Draškovića spadaju:
- Juraj I., (oko 1450-1490.)
- Bartol „Kninjanin“, (*?, †1538.)
- Juraj II., Bartolov (najstariji) sin (*1525, †1587.), kardinal i hrvatski ban (1567-1576.)
- Gašpar I., Bartolov (drugi) sin (*1530, †1591.), dobio naslov baruna 1567.
- Ivan I., Bartolov (treći) sin (*?, †1566(?), poginuo u bitki kod Sigeta
- Ivan II., Gašparov sin (*1550, †1613.), hrvatski ban (1596-1608.)
- Ivan III., sin Ivana II. (*1595 ili 1603, †1648.), dobio naslov grofa 1631, hrvatski ban (1640-1646.), ugarski palatin (1646-1648.)
- Ivan V., unuk Ivana III. (*1660, †1733.), hrvatski ban (1732-1733.)
- Ivan VIII., sudionik Sedmogodišnjeg rata, rata za bavarsku baštinu i jedan od prvih masona u Hrvatskoj
- Ivan Nepomuk, mecena zagrebačke ubožnice, bolnice i Matice ilirske
- Ivan IX., suosnivač Središnje stranke, umjerene oporbenjačke stranke koja se borila za t.zv. čistoću Nagodbe i protiv mađarskih pokušaja da ju izigraju
- Josip VI., suosnivač Središnje stranke, umjerene oporbenjačke stranke koja se borila za t.zv. čistoću Nagodbe i protiv mađarskih pokušaja da ju izigraju
- Josip Kazimir, sin Ivana V. (*1716, †1765.), stekao čin podmaršala Habsburške vojske
- Janko, unuk Josipa Kazimira (*1770, †1856.), Ilirac
- Maria Franziska Juliana Johanna Drašković Trakošćanska, grofica (*1904, †1969.), kćer grofa Dionysa Drašković Trakošćan i princeze Julie Montenuovo, udata od 1930 s Albrechtom Bavarskom; rodonačelnik bavarske kraljevske porodice Wittelsbach od 1955 do 1996 godine[nedostaje izvor]
- Ivan X., (*1916, †1993.), posljednji vlasnik Trakošćana

Nakon Drugog svjetskog rata Draškovići su izgubili svoja, tada nacionalizirana, imanja u domovini i živjeli u inozemstvu. Uspostavom samostalne Republike Hrvatske stvorili su se uvjeti za njihov povratak, pa je to iskoristio predstavnik posljednjeg preostalog ogranka ovog starog hrvatskog roda dr. Karl grof Drašković (rođen 1923. godine), koji je živio u Austriji, otkupivši 1998. svoj nekadašnji posjed u Velikom Bukovcu kod Ludbrega. Sa sinom Nikolausom (rođenim 1968.) on se tamo kroz tvrtku Agroludbreg d.d. bavi poljoprivrednim poduzetništvom. Tako se barem na jednom mjestu u Hrvatskoj nastavila mnogostoljetna tradicija opstojanja velikaške obitelji Drašković.

## Vanjske poveznice
- Genealogija obitelji Drašković s češko-mađarskom varijantom njihovih imena
- Kratke biografije nekih članova obitelji Drašković
- Sadašnji članovi obitelji Drašković
- Juraj (Georg) VI. Drašković Hrvatska tehnička enciklopedija, portal hrvatske tehničke baštine. LZMK